# BTM-3

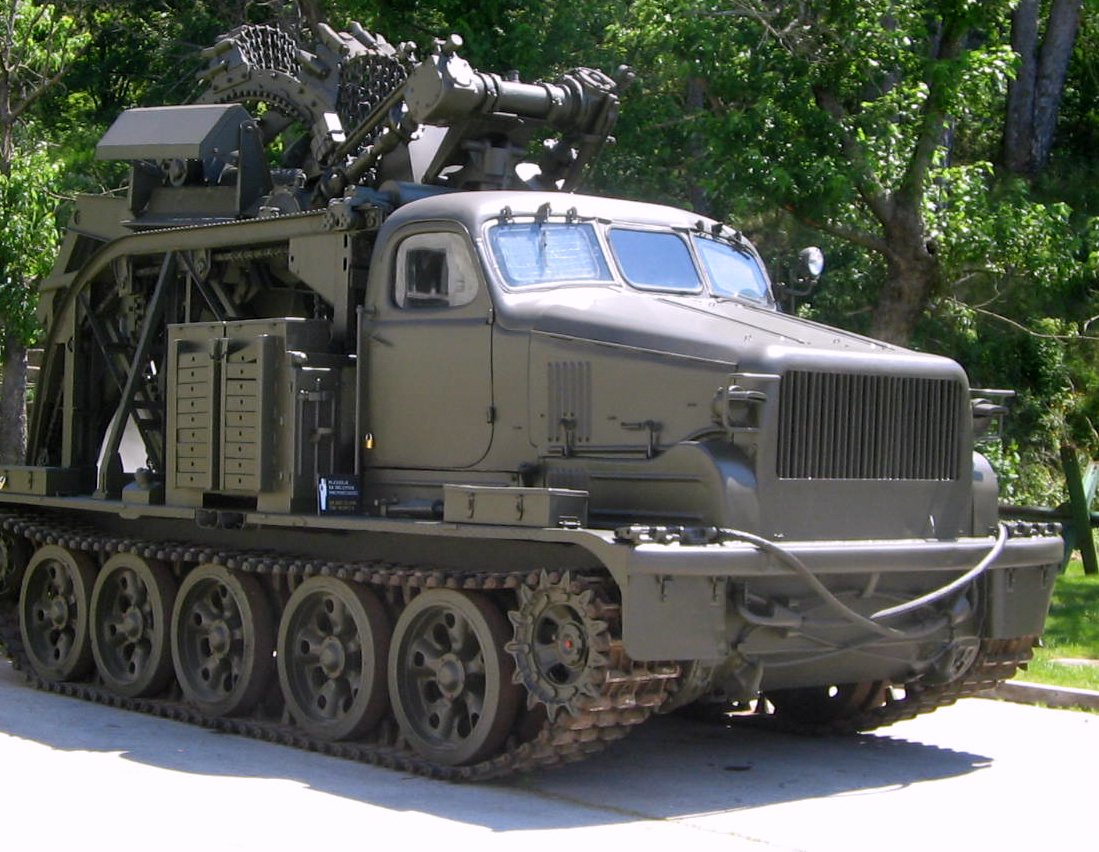
BTM-3.

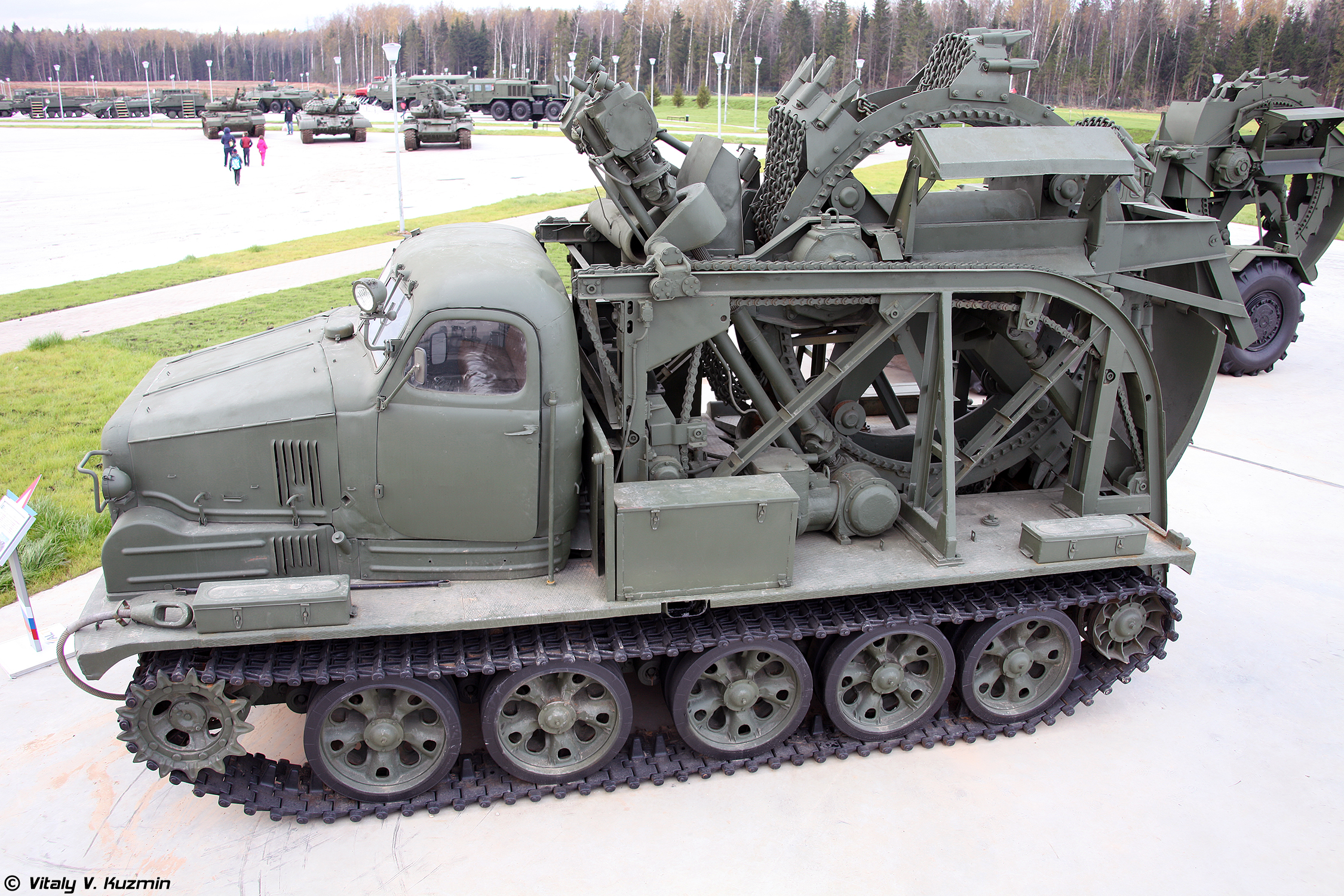
BTM-3.

La pelle de tranchée BTM-3 ( russe : БТМ – Быстроходная траншейная машина Bystrokhodnaja transcheinaja machina (à peu près « trancheuse rapide » ou « trancheuse à grande vitesse ») est une excavatrice militaire soviétique de la période post Seconde Guerre mondiale. Les premiers exemplaires de ce véhicule ont fait leur apparition à la fin des années 1950. La production en série a commencé dans les années 1960. Le véhicule est propulsé par un seul moteur diesel Kharkiv V-2 (en).
La BTM-3 a été conçue pour creuser des tranchées militaires ou pour câbles et tuyaux. La base de sa conception est le tracteur ATT-409, à partir duquel de nombreux composants ont été repris : principalement le moteur et le châssis. Ce véhicule met environ 10 minutes pour passer de la position de marche au mode opérationnel. Il peut creuser plusieurs centaines de mètres de tranchées d'une profondeur de 1,5 à 1,8 mètre en une heure. Le véhicule est équipé d'une pelle rotative à godet à l'arrière qui sert à creuser le sol. La terre est projetée sur le côté, de sorte que la terre excavée rehausse un des bords de la tranchée, ce qui crée une protection supplémentaire pour les soldats dans les tranchées. Le BTM-3 est également équipé d'une lame permettant de niveler le sol avant de creuser mais aussi de remblayer des fosses ou des tranchées. Cependant, il n'est pas possible d'utiliser simultanément les fonctions bulldozer et de la pelle.

## Excavation

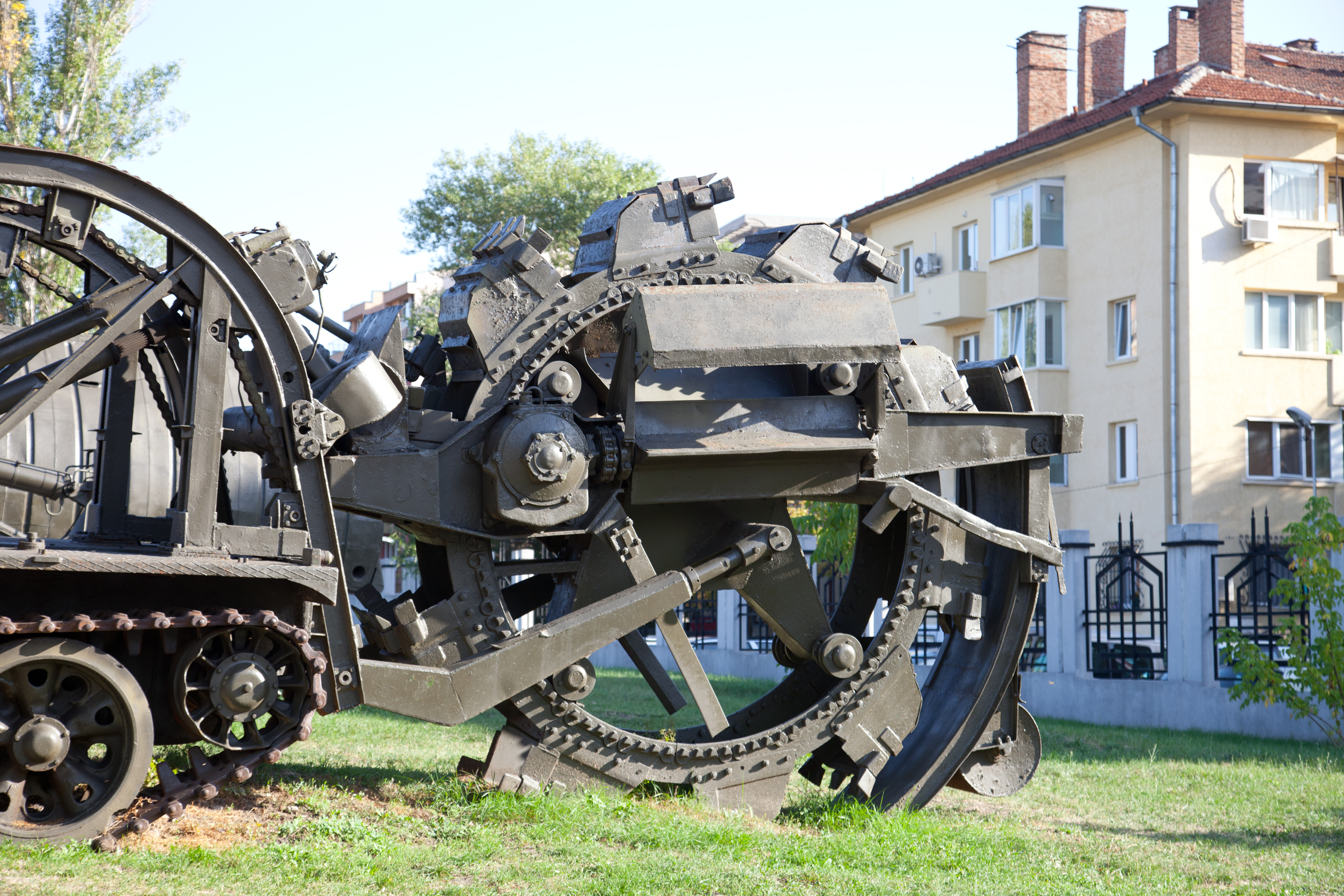
Pelle rotative déployée pour creuser.

## Utilisation actuelle
Comme on l’a appris en avril 2023 à la suite d'une enquête du Washington Post, l'appareil est apparemment toujours utilisé dans l’armée russe,.
Les armées de l’OTAN ne disposent pratiquement pas d’équipements comparables.

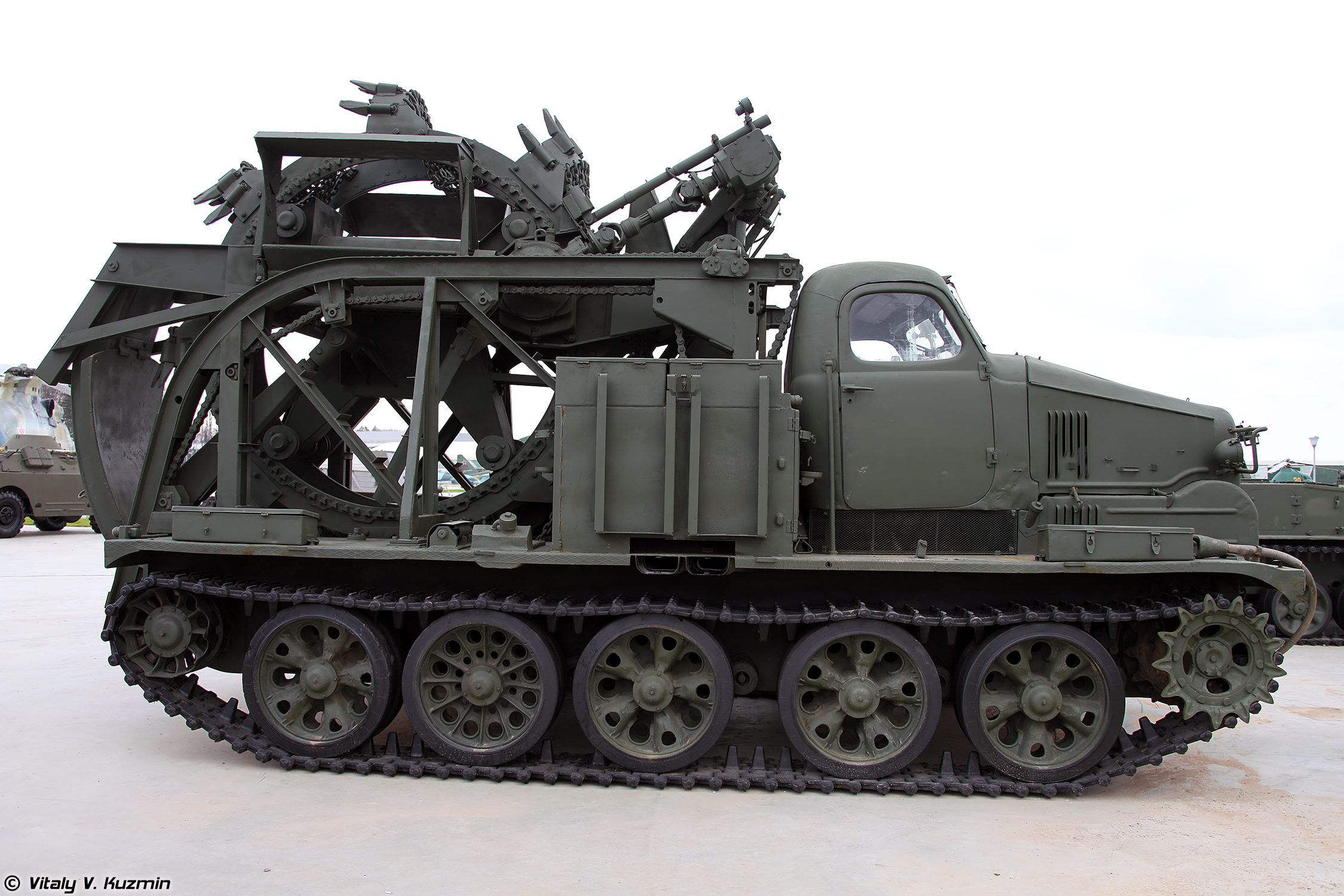
BTM-3 dans le parc patriotique de Koubinka.